# Виддрингтония Шварца
Виддрингто́ния Шва́рца  (лат. Widdringtonia schwarzii) — вечнозеленое хвойное дерево семейства Кипарисовые.
В естественных условиях растёт в Южной Африке. Достигают 15—24 м в высоту. Встречается на высоте 600—1200 м над уровнем моря. Виддрингтонии Шварца — однодомные деревья. Древесина дерева устойчива против гниения, имеет хорошие механические свойства. В Европе введена в культуру как парковое растение.